# Härdbarhet
Härdbarhet hos stål innebär förmågan att bilda martensit eller bainit vid kylning av ett austenitiskt utgångsmaterial. Härdbarhet syftar inte på ett materials hårdhet utan på möjligheten att uppnå full hårdhet vid kylning. Härdningen bestäms av kylningsförloppet samt av austenitens transformeringsegenskaper. Bra härdbarhet innebär att härddjupet är större. Ett mått på härdbarhet kan erhållas från ett så kallat Jominyprov där uppnådd hårdhet mäts som en funktion av kylningshastigheten. 